# Super Bowl XI
Super Bowl XI var den 11. udgave af Super Bowl, finalen i den amerikanske football-liga NFL. Kampen blev spillet 9. januar 1977 på Rose Bowl i Los Angeles og stod mellem Oakland Raiders og Minnesota Vikings. Raiders vandt 32-14, og tog dermed den første Super Bowl-titel i holdets historie.
Kampens MVP (mest værdifulde spiller) blev Raiders wide receiver Fred Biletnikoff.
| NFL | Spire Denne artikel om NFL er en spire som bør udbygges. Du er velkommen til at hjælpe Wikipedia ved at udvide den. |